# Game of Thrones: Conquest
Game of Thrones: Conquest est un jeu vidéo de stratégie free-to-play développé par Turbine et édité par Warner Bros. Interactive Entertainment. Le jeu est sorti en octobre 2017 pour Android et iOS.